# Photostomias
Photostomias es un género de peces de la familia Stomiidae.

## Descripción
Las larvas y especies juveniles de este género se caracterizan por la aleta pectoral cuya longitud es de aproximadamente 27 mm, en los ejemplares de mayor tamaño o en adultos está ausente. La aleta pélvica o ventral cuenta con 6 radios, radio proximal es aplanado y separado de otros radios restantes. barbilla del mentón ausente. Cuenta además con una fila de fotóforos a cada lado del istmo («área estrecha de la superficie ventral de la garganta que separa las dos aberturas operculares entre sí»). Seis especies conforman el género con un tamaño promedio de 14,03 cm; de todas las especies, Photostomias tantillux, es una de las de menor tamaño con 10,1 cm y Photostomias goodyeari es la mayor con un tamaño que sobrepasa los 17 cm de longitud según los reportes. Son especies marinas batipelágicas reportadas a profundidades de hasta 4000 m.